# National Rail
National Rail (укр. Національна залізниця) — комерційне позначення, що використовується Асоціацією залізничних транспортних компаній Великої Британії (Association of Train Operating Companies), як загальна назва для близько 20 приватних пасажирських залізничних перевізників країни. Після приватизації British Rail, його логотип зазнав редизайн у текстовій частині, проте основний знак був збережений, що дозволило уникнути заміни вивісок по всій Великої Британії, а також зменшило плутанину пасажирів при орієнтуванні. Всі компанії асоціації використовують квитки єдиного зразка.

## Асоціація та її функції
Приватні залізничні оператори отримують від держави на певний термін франшизу, яка дозволяє їм здійснювати перевезення пасажирів, використовуючи мережу залізниць Великої Британії. Асоціація залізничних транспортних компаній — торгове об'єднання, що виступає в інтересах приватних перевізників і здійснює ряд базових загальних функцій, включаючи надання довідкової інформації по всій мережі залізничних операторів (National Rail Enquiries [Архівовано 25 лютого 2011 у Wayback Machine.]). Асоціація також займається питаннями розподілу доходів від продажу квитків між операторами і програмою для персоналу залізничних компаній, що надає їм різні пільги при подорожах по залізниці. При цьому Асоціація не складає національне розклад, це питання знаходиться в компетенції залізничного регулятора (англ. Office of Rail Regulation) та Network Rail.

### Список компаній асоціації[2]
- Avanti West Coast
- c2c
- Caledonian Sleeper
- Chiltern Railways
- CrossCountry
- East Midlands Railway
- Elizabeth Line
- Eurostar
- Gatwick Express
- Grand Central
- Great Northern
- Greater Anglia
- Great Western Railway
- Heathrow Express
- Hull Trains
- LNER
- London Northwestern Railway
- London Overground
- Lumo
- Merseyrail
- Northern
- ScotRail
- Southern
- Southeastern
- South Western Railway
- Thameslink
- Transpennine Express
- Transport for Wales
- West Midlands Railway

## Дизайн і маркетинг
Після приватизації British Rail єдиний стандарт оформлення залізничних станцій і маркетингових матеріалів скасовано. Кожна транспортна компанія має право самостійно вибирати дизайн своїх маркетингових матеріалів, знаків, маркування тощо.
Проте, National Rail продовжує використовувати відомий знак British Rail, розроблений Джеральдом Барні — дві стрілки, направлені у протилежні сторони. Цей знак було інкорпоровано у логотип National Rail і зображується на квитках, вебсайті National Rail і в інших відкритих джерелах. Інтелектуальні права на назву National Rail і супроводжуючий його знак з двома стрілками належать Міністру транспорту Великої Британії.
Хоча транспортні компанії конкурують між собою за отримання франшизи, а також за пасажирів на маршрутах, за якими здійснюють перевезення кілька операторів відразу, слоганом National Rail є фраза «Британські залізничні компанії — працюємо разом».

## Принцип єдиного квитка

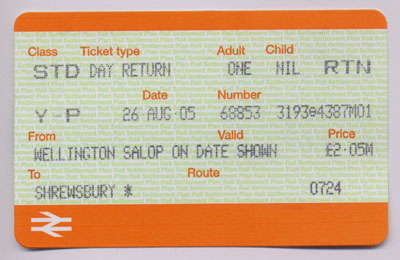
Квіток

Всі перевізники National Rail реалізують квитки єдиного зразка, цей підхід зберігся у спадок від British Rail. Квиток прямого сполучення можна придбати між будь-якими двома станціями залізничної мережі в будь-який квитковій касі або автоматі з продажу квитків. У більшості випадків придбаний квиток буде прийнятий будь-яким із залізничних операторів, що здійснюють перевезення за вказаною в квитку маршрутом. Однак, на деяких напрямках окремі оператори пропонують спеціальні квитки, дійсні тільки при проїзді поїздами даного оператора. Такі квитки, як правило, дешевше, ніж універсальні, дозволяють скористатися послугами будь-якого оператора на маршруті.
Також доступні єдині квитки, що дають право проїзду за маршрутом, частина якого обслуговують експрес-поїзда до аеропорту Хітроу, а також квитки, що дають право проїзду в лондонському метро, хоча ці перевезення здійснюються транспортними компаніями, які входять в мережу National Rail. У межах Великого Лондона проїзд в поїздах мережі National Rail може бути оплачений з використанням лондонській передплатної транспортної карти Ойстер.
Пасажири при посадці в поїзд на станції, де передбачена можливість для покупки квитка, зобов'язані сплатити повну вартість квитка в один кінець або квитка туди і назад до початку поїздки. На деяких маршрутах передбачена так звана штрафна оплата проїзду — уповноважений інспектор має право стягнути з безквиткового пасажира вартість проїзду за тарифом, що перевищує стандартний. Штрафна оплата проїзду становить 20 фунтів стерлінгів або подвоєну повну вартість квитка в один кінець до наступної зупинки, в залежності від того, яка з цих сум більша.